# Espasticidad
La espasticidad (del griego σπαστικός, derivado de σπᾶν, "arrancar") es un trastorno motor del sistema nervioso en el que algunos músculos se mantienen permanentemente contraídos. Dicha contracción provoca la rigidez y acortamiento de los músculos e interfiere sus distintos movimientos y funciones: deambulación, manipulación, equilibrio, habla, deglución, etc.
La espasticidad está causada normalmente por daños en las zonas del cerebro o de la médula espinal que controlan la musculatura voluntaria. Suele aparecer asociada a traumatismos del cerebro o de la médula espinal, esclerosis múltiple, parálisis cerebral, hipoxia o ictus cerebral, Enfermedad de Tay-Sachs, algunos desórdenes metabólicos como la adrenoleucodistrofia o la fenilcetonuria. Cursa habitualmente con hipertonía (aumento del tono muscular), calambres (rápidas contracciones sin movimiento notable), espasmos (contracciones con movimiento) e hiperreflexia de tendones profundos (reflejos exagerados). El grado de espasticidad varía desde una leve rigidez muscular hasta graves, dolorosos e incontrolables espasmos musculares.

## Tratamiento

### Tratamiento no farmacológico
- Rehabilitación: fisioterapia de estiramiento y movilidad muscular, crioterapia, hidroterapia, terapia ocupacional, medidas ortopédicas (para la corrección y prevención de contracturas musculares o dolores articulares mediante el empleo de dispositivos externos conocidos como ortesis), estimulación eléctrica (transcutánea), y como última solución la cirugía empleada para liberar tendones, contracturas musculares o miofiales (fibrotomia gradual), o canales nerviosos (rizotomía) en el estómago. Actualmente hay evidencia en que la aplicación de ondas de choque radiales permite la relajación muscular en pacientes espásticos.

### Tratamiento farmacológico
El tratamiento farmacológico consiste en:
- Medicamentos cuya acción se dirige al sistema nervioso central: baclofeno, benzodiazepinas (diazepam y clonazepam), tizanidina, gabapentina, clonidina así como el cannabis y sus derivados.

- Medicamentos cuya acción se dirige al sistema nervioso periférico: dantroleno (retirado del mercado español) e inyecciones de fenol y toxina botulínica A.

En España están disponibles solamente el baclofeno, el diazepam, la tizanidina y la combinación de cannabidiol con tetrahidrocannabinol como medicamentos con autorización para el tratamiento de la espasticidad.